# Bitwa pod Ballinamuck
Bitwa pod Ballinamuck – starcie zbrojne, które miało miejsce 8 września 1798 pomiędzy połączonymi siłami irlandzkich powstańców oraz ekspedycyjnej armii Republiki Francuskiej po jednej stronie, a wojskami Wielkiej Brytanii i Królestwa Irlandii po stronie przeciwnej. Bitwa przypieczętowała klęskę głównych francuskich sił ekspedycyjnych, uczestniczących w rewolucji irlandzkiej (1798).

## Tło historyczne
Zwycięstwo generała Humberta w bitwie pod Castlebar nie wystarczyło do rozniecenia nowych ognisk rebelii w innych regionach Irlandii, pomimo tego, iż do połączonych sił francusko-irlandzkich dołączyło kolejnych 5 tysięcy irlandzkich rekrutów. Upadek wcześniejszej rewolty osłabił irlandzki ruch republikański do tego stopnia, iż Irlandczycy nie byli skłonni, by ponownie podjąć walkę. Ogromna, 26-tysięczna armia brytyjska pod dowództwem wicekróla lorda Cornwallisa konsekwentnie przesuwała się na zachód. Opuściwszy Castlebar, Humbert przeniósł się do Ulsteru z zamiarem wzniecenia tam powstania. Rozbiwszy brytyjskie oddziały, torujące mu drogę do Ulsteru, pod Collooney w hrabstwie Sligo, Humbert zmienił kierunek marszu dowiedziawszy się z raportów o wybuchu rebelii w Westmeath oraz w Longford.

## Brytyjski pościg
Humbert przekroczył rzekę Shannon pod Ballintra w dniu 7 września i zatrzymał się w Cloone tego samego wieczora. Jego oddziały znajdowały się w połowie drogi pomiędzy miejscem lądowania a Dublinem. Tam dotarły do niego wieści o upadku buntów w Westmeath oraz w Longford. Informacji o porażkach rebeliantów pod Wilsons Hospital oraz Granad dostarczyła mu grupa rebeliantów, którzy zdołali przetrwać rzeź i przedostać się do obozu Francuzów. Ogromne siły Cornwallisa blokowały sprzymierzonym armiom republikańskim drogę do Dublina. Tylna straż wojsk republikańskich była nieustannie nękana przez Brytyjczyków, oczekujących na dalsze rozkazy generała Lake'a. Wobec tych faktów Humbert postanowił zrobić sobie następnego dnia postój w miasteczku Ballinamuck, położonym na pograniczu hrabstw Longford i Leitrim.

## Przebieg bitwy

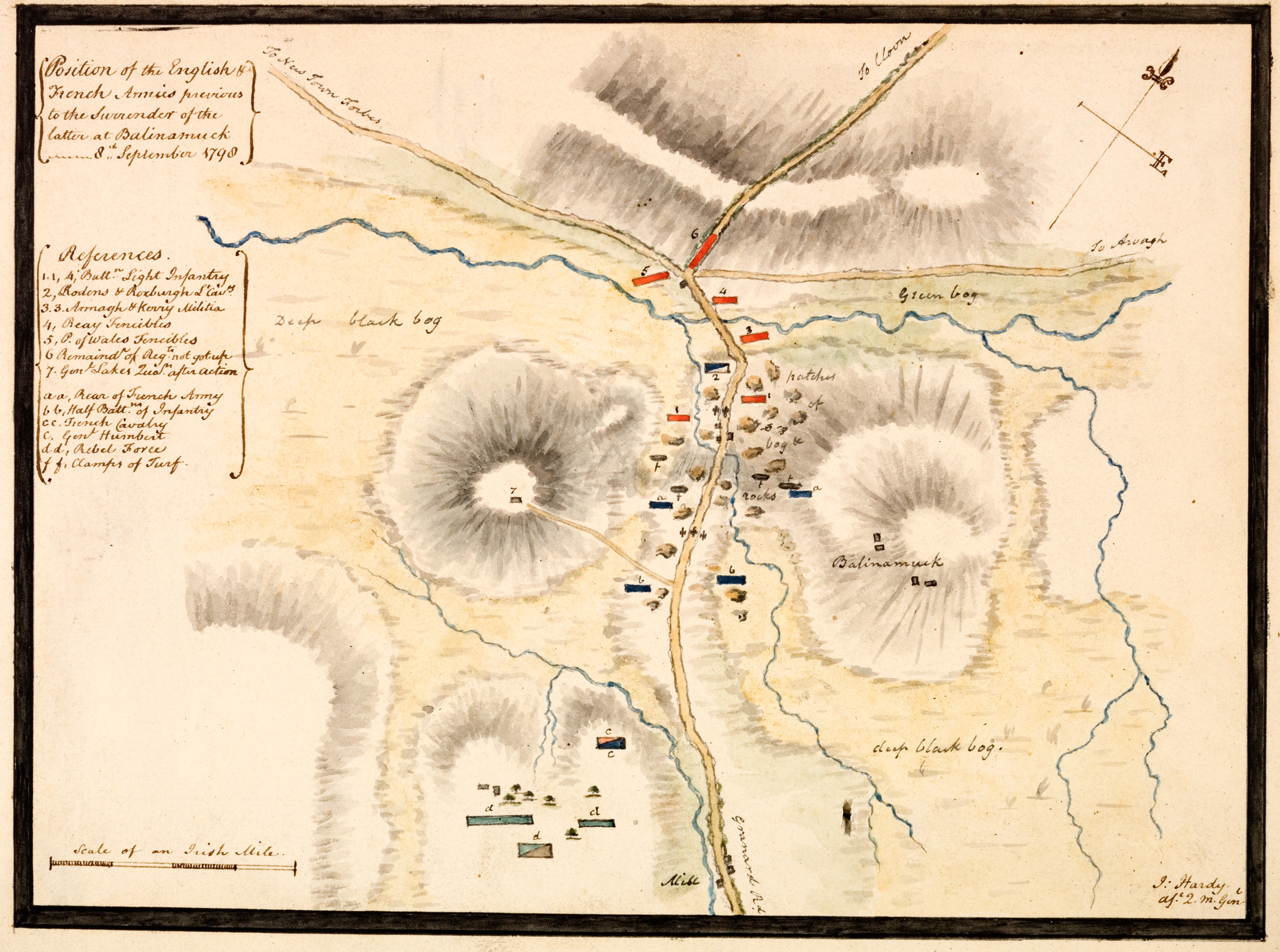
bitwa pod ballinamuck

Humbert miał stawić czoła przeważającym siłom wroga. Generał Lake zbliżał się do Ballinamuck na czele swoich 14-tysięcznych oddziałów. Wicekról lord Cornwallis oczekiwał pod Carrick-on-Shannon na czele 15-tysięcznych sił. Bitwa rozpoczęła się od wymiany ognia przez artylerię. Następnie brytyjscy dragoni przypuścili szarżę przeciw nieosłoniętym szeregom irlandzkich powstańców. Po uderzeniu brytyjskiej jazdy na szeregi francuskie walki trwały przez niespełna pół godziny. Zostały przerwane, gdy generał Humbert wyraził zamiar poddania się, a jego oficerowie rozkazali swoim żołnierzom złożenie muszkietów. 
W trakcie, gdy oddziały francuskie poddawały się Brytyjczykom, około tysięczny oddział ich irlandzkich sprzymierzeńców pod wodzą pułkownika Teelinga (irlandzkiego oficera w armii francuskiej) kontynuował walkę. Teeling nie miał zamiaru kapitulować ani nawet negocjować warunków. Atak brytyjskiej piechoty oraz szarża dragonów, która po nim nastąpiła, rozbiła siły irlandzkie. Za uciekającymi powstańcami urządzono pościg; bitwa zakończyła się dla nich rzezią.

## Skutki bitwy
96 francuskich oficerów oraz 748 żołnierzy trafiło do niewoli. Straty brytyjskie początkowo oceniono na 3 zabitych oraz 16 rannych i zaginionych, jednak później liczbę zabitych oszacowano na 12 osób. Prawie 500 irlandzkich powstańców poległo na polu bitwy. 200 Irlandczyków trafiło do niewoli. Większość jeńców – w tym Matthew Tone (brat Wolfe'a Tone'a) – zostało później powieszonych. Jeńców odprowadzono do Carrick-on-Shannon, gdzie większość z nich stracono w miejscu zwanym przez miejscową ludność Bully's Acre.
Humberta wraz z jego oddziałami przewieziono kanałem do Dublina, a następnie odprawiono do Francji. Następnie armia brytyjska wtargnęła do rządzonej przez powstańców „Republiki Connaught”, gdzie w trakcie działań wojennych dopuszczała się mordów oraz palenia domostw. Nasilenie brutalnych praktyk Brytyjczyków sięgnęło zenitu 23 września podczas szturmu na miasta Killala, które po morderczej walce zostało zdobyte przez armię brytyjską. Przywódców Republiki Connaught, funkcjonującej pod patronatem Francji, w tym George'a Blake'a pojmano i powieszono. Wśród powieszonych powstańców znalazł się Andrew Conroy, który przeprowadzał sojusznicze siły francusko-irlandzkie do Castlebar poprzez przełęcz górską Windy Gap.
Klęska pod Ballinamuck odcisnęła piętno na zbiorowej pamięci ludności Irlandii i wpłynęła na miejscowy folklor. Na temat tego wydarzenia funkcjonowało później wiele ustnych przekazów, które w latach 30. XX wieku zebrał historyk Richard Hayes oraz organizacja Irish Folklore Commission.